# گوستاف لیند
گوستاف لیند (انگلیسی: Gustaf Lindh; ۲۱ مهٔ ۱۹۲۶ ‏(۹۸ سال) – ۳ سپتامبر ۲۰۱۵) ورزشکار پنج‌گانه مدرن اهل سوئد بود.